# VfB Preußen Greppin 1911

Wappen des neuen Vereins

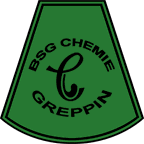
BSG-Chemie-Logo

Der VfB Preußen Greppin 1911 ist ein Sportverein im Ortsteil Greppin der Stadt Bitterfeld-Wolfen im südlichen Sachsen-Anhalt. Der Verein wurde am 13. September 1990 als „VfB Preußen Greppin 1911 e. V.“ in das Vereinsregister eingetragen. In sechs Abteilungen werden die Sportarten Fußball, Badminton, Volleyball, Gymnastik, Kegeln und Billard betrieben (Stand 2022). Dafür stehen das Ernst-Thälmann-Stadion mit drei Spielfeldern und eine Sporthalle zur Verfügung.
Die Fußball-Abteilung qualifizierte sich 1938 für den Tschammerpokal, den Vorläufer des DFB-Pokals, wo sie in der ersten Runde dem Dresdner SC mit 0:13 unterlag.

## Geschichte
Die Geschichte des 1911 gegründeten Vereins wurde 1945 für 45 Jahre unterbrochen, da er durch die Direktive Nr. 23 des Alliierten Kontrollrates vom 17. Dezember 1945 wie alle Sportorganisation und -Vereine in Deutschland aufgelöst wurde. Ab 1946 konnte auf lokaler Ebene Sport in einer locker organisierten Sportgemeinschaft weiter betrieben werden. Nachdem in Ostdeutschland ab 1948 der Sport in so genannten Betriebssportgemeinschaften (BSG) organisiert wurde, gründete die Farbenfabrik Wolfen, deren Anlagen sich größtenteils auf Greppiner Territorium befanden, die BSG Chemie Greppin. Sie stand jedoch stets im Schatten der wesentlich größeren BSG Chemie Wolfen, die ebenfalls von der Farbenfabrik unterstützt wurde. Lediglich durch ihre Fußballmannschaft konnten die Greppiner zeitweise überregional auf sich aufmerksam machen.
Bereits 1946/47 trat die SG Greppin in der Fußballmeisterschaft des Kreises Bitterfeld an und holte sich den Titel des Kreismeister. 1951/52 beteiligte sich die BSG Chemie an den Landesmeisterschaften in Sachsen-Anhalt und erreichte unter 14 Mannschaften Platz 6, mit dem sich die BSG für die neu geschaffene drittklassige Bezirksliga Halle qualifizierte. Bereits im ersten Bezirksligajahr wurde Platz 5 erreicht, ein Jahr später wurde die BSG Chemie Bezirksmeister und erreichte damit den Aufstieg in die DDR-Liga, die zweithöchste Spielklasse im DDR-Fußball. Die Spielstärke der Mannschaft reichte indes nicht für den Klassenerhalt, sodass die Greppiner am Ende der Saison 1954/55 in die neue drittklassige II. DDR-Liga absteigen mussten. Dort konnten sie sich bis 1959 halten, stiegen in diesem Jahr jedoch als Letzter ihrer Staffel die zu dieser Zeit viertklassige Bezirksliga Halle ab. Bis 1966 war Greppin in dieser Liga vertreten, erreichte 1965 und 1966 sogar Platz 2, ehe 1967 der Rückfall auf den 17. Rang kam. Dieser war gleichbedeutend mit dem Abstieg in die viertklassige Bezirksklasse Halle, in der Chemie Greppin mit Ausnahme der Saison 1968/69, in der noch einmal ein Gastspiel in der Bezirksliga gegeben wurde, bis zum Ende des DDR-Fußballs verblieb.

### Ligenübersicht 1952 bis 1991
| 1952–1954                            | Bezirksliga Halle   | 3. Liga     |
| 1954/55                              | DDR-Liga            | 2. Liga     |
| 1956–1959                            | II. DDR-Liga        | 3. Liga     |
| 1960–1967                            | Bezirksliga Halle   | 4., 3. Liga |
| 1967/68                              | Bezirksklasse Halle | 4. Liga     |
| 1968/69                              | Bezirksliga Halle   | 3. Liga     |
| ab 1969                              | Bezirksklasse Halle | 4. Liga     |
| Ewige Tabelle der DDR-Liga: Rang 167 |                     |             |

Als durch die Veränderung der wirtschaftlichen Verhältnisse infolge der deutschen Wiedervereinigung das System der Betriebssportgemeinschaften zusammenbrach, gründete sich 1990 der VfB Preußen 1911 neu. Seine sportlichen Aktivitäten blieben auf die lokale Ebene beschränkt, auch die Fußballmannschaft kam nicht über die Kreisebene hinaus. 2008 trat der VfB in der Kreisliga Bitterfeld Ost, 10. Liga im DFB-Spielbetrieb, an.